# Pulsarella
Pulsarella is een geslacht van weekdieren uit de klasse van de Gastropoda (slakken).
De wetenschappelijke naam van het geslacht werd voor het eerst geldig gepubliceerd in 1954 door Charles Francis Laseron.

## Soorten
- Pulsarella clevei (Jousseaume, 1883)
- Pulsarella cognata (E. A. Smith, 1877)
- Pulsarella fultoni (G.B. Sowerby III, 1888)
- Pulsarella komakimonos (Otuka, 1935)